# Ludwig Anzengruber
Ludwig Anzengruber (Viena, 29 de novembro de 1839 — Viena, 10 de dezembro de 1889) foi um romancista, dramaturgo e poeta austríaco.

## Origens
A família Anzengruber tem origem no distrito de Ried im Innkreis, na Alta Áustria. O avô de Ludwig, Jakob Anzengruber, era um fazendeiro na propriedade dos Obermayr em Weng perto de Hofkirchen an der Trattnach. Seu pai, Johann Anzengruber, deixou a casa da família ainda muito jovem  e mudou-se para Viena, onde encontrou trabalho como contabilista na tesouraria das terras da coroa austríaca. Em 1838 se casou com Maria Herbich, filha de um pequeno burguês farmacêutico. Não é de estranhar que a posição social de seus pais - seu pai, de origem camponesa, e sua mãe, uma pequena burguesa - regularmente desempenharam um papel importante nos trabalhos posteriores de Ludwig Anzengruber.
A maior influência de Ludwig em se tornar um dramaturgo foi seu pai, que foi um poeta oculto no estilo de Friedrich Schiller, mas sem sucesso. Apenas uma de suas peças, sobre o tema de Berthold Schwarz, foi produzido e, provavelmente, apenas por causa da espetacular explosão no final; seus outros trabalhos juntaram poeira na gaveta de sua mesa.

## Juventude e carreira
Ludwig tinha apenas cinco anos de idade quando seu pai morreu em 1844. Sua mãe, que viria a se tornar a pessoa mais importante na sua vida com o passar dos anos, tentou fazer face às despesas com a sua escassa pensão de viúva de 166 florins e 40 kreuzers. Em 1854, quando a avó de Ludwig, que vinha dando à sua filha e neto ajuda substancial, morreu, seu lar e condições de vida tornaram-se ainda pior. As emergências financeiras drenaram suas economias, mas a mãe de Ludwig estava decidida a fazer qualquer sacrifício (inclusive trabalhou como costureira) para que ele pudesse estudar na escola elementar Paulaner de 1847 a 1850 e depois no colégio dos escolápios de 1851 a 1853. Em 1855, Ludwig abandonou a escola devido às notas cada vez piores e de 1856 a 1858, trabalhou como aprendiz na livraria Sallmeyer. Durante o seu emprego na livraria, aproveitou para ler muito, mas depois de desentendimentos com o seu patrão, seu estágio teve um fim abrupto.
Na idade de 19 anos, após um ataque grave de febre tifoide, Ludwig decidiu se tornar ator. Nos dez anos seguintes, tentou a sorte como ator profissional, viajando com diferentes trupes atuando em todas as províncias da Áustria. Trabalhou como ator coadjuvante em muitos teatros de segunda categoria, sem, contudo, apresentar qualquer talento destacado, e nunca alcançou sucesso, embora sua experiência de palco mais tarde lhe foi muito útil. Uma coisa que o atrapalhou foi o dialeto que falava, um dialeto que nunca foi completamente capaz de se livrar. A partir de  1866, Ludwig novamente voltou a viver em Viena. Durante este tempo, escreveu vários dramas e alguns contos, mas não tiveram sucesso.

## Período criativo
Em 1869, encontrou seu caminho de volta à sociedade burguesa, quando conseguiu um emprego como balconista (provavelmente porque precisava muito de dinheiro) na sede da polícia imperial em Viena. Em 1870, sob o pseudônimo de "L. Gruber", escreveu o que seria a sua descoberta, o seu drama anticlerical Der Pfarrer von Kirchfeld (O Padre de Kirchfeld). A peça teatral foi produzida pela primeira vez no Theater an der Wien, e sua estreia em 5 de novembro foi um grande sucesso. Heinrich Laube, o diretor do Burgtheater, escreveu uma crítica entusiasmada e, através desta Ludwig iniciou uma amizade com Peter Rosegger. Seu sucesso repentino fez com que deixasse a carreira na função pública para se  dedicar inteiramente à literatura, o que o salvou do conflito entre ser um poeta e seu dever para com seu emprego.
Em 1873, apesar dos conselhos de sua mãe, Anzengruber casou com uma jovem de dezesseis anos, Adelinde Lipka (1857-1914). Sua jovem esposa, irmã de seu amigo de infância Franz Lipka, não estava à altura das exigências da vida prática, e, portanto, houve repetidas crises em seu casamento, apesar das dívidas consideráveis de Ludwig e do relacionamento muito próximo com sua mãe fossem também muitas vezes a culpa deste conflito. Apesar de seus três filhos, o divórcio foi inevitável, e em 1889 o casal se separou oficialmente.
Os anos seguintes foram de muito sucesso para Anzengruber. Suas peças foram produzidas em toda a Europa, embora sua mãe nunca tenha plenamente compartilhado do seu sucesso, já que ela morreu em 1875. De abril de 1882 até maio de 1885 Anzengruber foi editor do jornal vienense Die Heimat (A Pátria), em maio de 1884, se tornou editor contribuinte do Le Figaro e em agosto de 1888 se tornou editor do Wiener Bote (Mensageiro Vienense).
Em setembro de 1888 foi-lhe dado o cargo de dramaturgo do Volkstheater, em Viena, que foi inaugurado em 14 de setembro de 1889 com a sua peça Der Fleck auf der Ehr ('"A Mancha na Honra).
No final de novembro, o dramaturgo, que tinha apenas cinquenta anos de idade, ficou doente com carbúnculo, e duas semanas depois morreu em consequência de envenenamento do sangue.

## Obras selecionadas

### Dramas

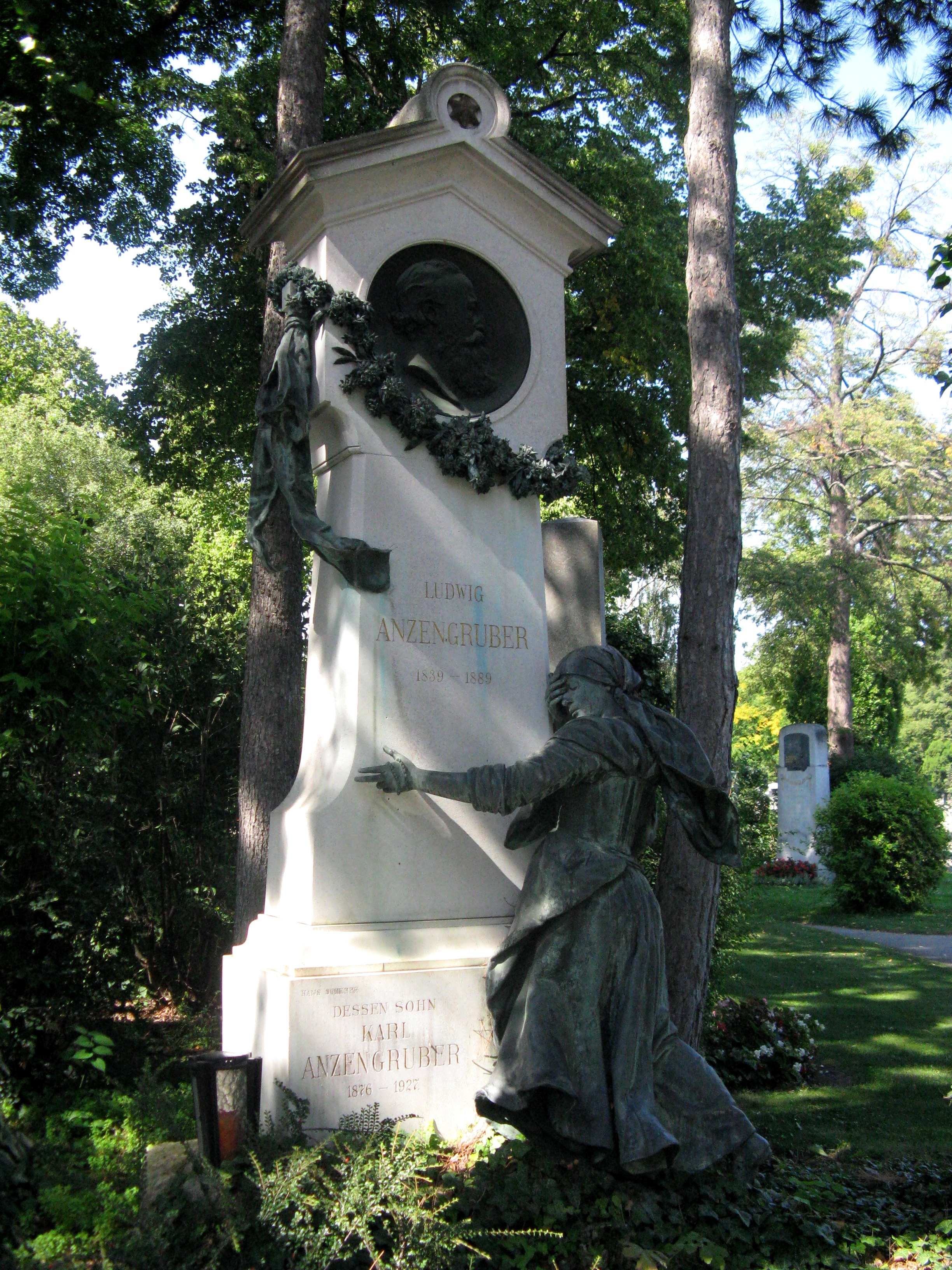
Túmulo de Ludwig Anzengruber no Cemitério Central de Viena

A maioria das peças de Anzengruber representam a vida camponesa austríaca. Elas são um pouco melancólicas no tom, mas intercaladas com cenas brilhantes e espirituosas.
- Der Pfarrer von Kirchfeld (O Padre de Kirchfeld) (peça popular com música em quatro atos) - primeira representação: Theater an der Wien – 5 de novembro de 1870
- Der Meineidbauer (O Perjúrio do Fazendeiro) (peça popular com música em três atos) - primeira representação: Theater an der Wien – 9 de dezembro de 1871
- Die Kreuzelschreiber (comédia camponesa com música em três atos) - primeira representação: Theater an der Wien – 12 de outubro de 1872
- Elfriede (peça em três atos) - primeira representação: Carl-Theater – 24 de abril de 1873
- Die Tochter des Wucherers (A Filha dos Wucherers) (peça com música em cinco atos) - primeira representação: Theater an der Wien – 17 de outubro de 1873
- Der G'wissenswurm (O Verme da Consciência) (comédia camponesa com música em três atos) - primeira representação: Theater an der Wien – 19 de setembro de 1874
- Hand und Herz (Mão e Coração) (tragédia em quatro atos) - primeira representação: Wiener Stadttheater – 31 de dezembro de 1874
- Doppelselbstmord (Suicídio Duplo) (tragédia em três atos) - primeira representação: Theater an der Wien – 1 de fevereiro de 1876
- Der ledige Hof (peça em quatro atos) - primeira representação: Theater an der Wien – 27 de janeiro de 1877
- Das vierte Gebot (O Quarto Mandamento) (peça em quatro atos) - primeira representação: Josefstädter Theater – 29 de dezembro de 1878

### Romances
- Der Schandfleck (A Marca da Vergonha) - 1ª edição: 1877; 2ª edição: 1884
- Der Sternsteinhof (O Solar Sternstein) - 1885

Anzengruber publicou também vários contos e histórias de vida na aldeia reunidos sob o título Wolken und Sunn'schein (1888).

## Leituras adicionais
As obras completas de Anzengruber, com uma biografia, foram publicadas em 10 volumes em 1890 (3ª ed 1897); sua correspondência foi editada por A. Bettelheim (1902). Veja:
- L. Rosner, Erinnerungen an L. Anzengruber (1890)
- H. Sittenberger, Studien zur Dramaturgie der Gegenwart (1899)
- S. Friedmann, L. Anzengruber (1902).